# Mary Mullarkey
Mary Mullarkey (28 de septiembre de 1943-31 de marzo de 2021) fue presidenta del Tribunal Supremo de Colorado y la primera mujer presidenta del Tribunal Supremo en el estado de Colorado. Fue incluida en el Salón de la Fama de Mujeres de Colorado en 2012.

## Biografía
Mullarkey nació el 28 de septiembre de 1943, hija de John e Isabelle Mullarkey en New London, Wisconsin. Asistiría al St. Norbert College y a la Facultad de Derecho de Harvard. El 24 de julio de 1971 se casó con Thomas E. Korson.

## Carrera profesional
Mullarkey comenzó su carrera en Washington D. C. en la Oficina del Procurador del Departamento del Interior de los Estados Unidos. Durante ese periodo representó a agencias federales en casos relacionados con el agua, el medio ambiente y los derechos civiles.
Más tarde, Mullarkey se especializó en casos de discriminación racial y de género conforme al Título VII de la Ley de Derechos Civiles de 1964. Eso hizo que consiguiera un puesto en la Oficina de la Comisión de Igualdad de Oportunidades en el Empleo en Denver, CO en 1973. Mullarkey posteriormente fue a trabajar para la oficina del Fiscal General de Colorado, donde primero trabajó en apelaciones bajo la dirección del fiscal general JD MacFarlane, y luego pasó al puesto de procuradora general. En ese cargo, Mullarkey fue abogada principal del estado en importantes casos de apelación entre 1975 y 1982. De 1982 a 1985, Mullarkey fue asesora principal del gobernador Dick Lamm.
El gobernador Roy Romer nombró a Mullarkey para el Tribunal Supremo de Colorado el 29 de junio de 1987. En 1998, Mullarkey fue elegida por sus colegas jueces como la primera mujer presidenta de dicho tribunal en la historia del estado. Asumió la presidencia el 3 de agosto de 1998 y fue presidenta del Tribunal Supremo durante 12 años. El mandato de Mullarkey como presidenta del Tribunal Supremo fue el más largo de cualquier presidente del Tribunal Supremo de Colorado y continuó hasta su jubilación el 30 de noviembre de 2010.
Durante su mandato de 23 años en el Tribunal Supremo de Colorado, Mullarkey tuvo más de 30.000 casos y redactó 472 opiniones. Ayudó a aumentar la cantidad de jueces de Colorado en un 27 por ciento, remodeló los juzgados, instituyó un programa de formación judicial y programas de para los jurados, y convirtió el sistema judicial de Colorado en un modelo tecnológico nacional.
Mullarkey instituyó una regla según la cual todos los edificios de los tribunales deben tener salas de espera que brinden a los niños un lugar seguro en el que quedarse durante las comparecencias de sus padres ante el tribunal. Antes de jubilarse, Mullarkey trabajó para que se construyera el Centro Judicial Ralph L. Carr Colorado de última generación en Denver.
Mary Mullarkey murió el 31 de marzo de 2021 a la edad de 77 años.